# Signalbegriff
Der Signalbegriff ist in der Eisenbahntechnik die Information, die ein Signal darstellt. Das kann zum Beispiel „Halt!“, „Fahrt“ oder „Langsamfahrt“ sein. Diese Information kann optisch durch Formen (Formsignal), durch weiße sowie farbige Leuchten (Lichtsignal), durch Handsignale oder akustisch durch Signaltöne ausgedrückt werden. Die Darstellung von Signalbegriffen kann sich von Land zu Land unterscheiden. Sie wird im Signalbild festgelegt.
Der Signalbegriff wird auch als Signalaspekt bezeichnet.
Bei der Deutschen Bahn AG ist der Signalbegriff lediglich die Kurzbezeichnung (z. B. „Zs 1“) des Signals, die bei einigen Signalen durch eine Langbezeichnung (z. B. „Ersatzsignal“) ergänzt ist. Der Bezeichnung wird eine verbale Darstellung der Information des Signals, die Signalbedeutung, zugeordnet. Es steht zum Beispiel der Signalbegriff „Hp 0“ für „Halt“, „Hp 1“ für „Fahrt“ oder „Hp 2“ für „Langsamfahrt“.
Bei modernen Zugbeeinflussungssystemen wie der Linienzugbeeinflussung oder ETCS wird der Signalbegriff direkt an das Triebfahrzeug übertragen und per Führerstandssignalisierung angezeigt. Dabei kann für mehr als einen Abschnitt eine Fahrterlaubnis (engl. Movement Authority, MA) an den Zug übergeben werden, eventuell bis zu einem letzten Abschnitt mit restriktiven Informationen.